# Demonax blairi
Demonax blairi är en skalbaggsart som beskrevs av Lion F. Gardiner 1940. Demonax blairi ingår i släktet Demonax och familjen långhorningar.
Artens utbredningsområde är:
- Bangladesh.
- Nepal.

Inga underarter finns listade i Catalogue of Life.